# Tumeur épithéliale
 Mise en garde médicale
Les tumeurs épithéliales sont des tumeurs reproduisant des épithéliums.

## Typologie
- Tumeur malpighienne
- Tumeur urothéliale
- Tumeur glandulaire
  - Tumeur des glandes exocrines
  - Tumeur des glandes endocrines